# 聯合愛爾蘭人會
聯合愛爾蘭人會（Society of United Irishmen）是一個成立於18世紀的政治組織。最初這是一個自由主義組織，尋求英國國會的改革。不過由於受到美國獨立戰爭和法國大革命的影響，該組織很快變為一個愛爾蘭共和主義的組織。聯合愛爾蘭人會發起了1798年愛爾蘭革命，主張結束英國對愛爾蘭的統治，并建立一個獨立的愛爾蘭共和國。

## 外部連結
- Original Declaration of the United Irishmen
- Declarations and Tests of United Irishmen （页面存档备份，存于）, from Memoirs of William Sampson, 1817